# Pazinska jama
Pazinska jama in ponor Pazinčice je jama pri Pazinu. Kot pomemben hidrogeološki pojav za celoten dinarski kras je zaščitena in razglašena kot naravni spomenik. Nastala je točno na meji sive in rdeče Istre.

## Legende
Med hrvaškimi ljudmi je znana legenda o nastanku Pazinske jame, ki jo povezujejo z velikanom Banom Dragonjem.

## Zgodovina raziskovanj
Prva speleološka raziskovanja in prvi izris načrta ponora je delo francoskega speleologa Édouarda-Alfreda Martela 1893.–1896. Za italijanskimi jamarji v 1920-ih je geolog Mirko Malez s skupino zagrebških jamarjev raziskoval v 1960-ih in izdelal podroben načrt. Leta 1975 so se pazinski jamarski potapljači spustili v sifon in odkrili 70 m dolgo nadaljevanje potopljenega dela ponora z razširitvijo - Mitrovo jezero - ter vidnim, a neraziskanim nadaljevanjem. Drugo jamsko jezero, Martelovo jezero, je s sifonom povezano z Mitrovim jezerom.

## Lastnosti
Znana dolžina podzemnega dela ponora je 270 m. Odprtina Pazinskega ponora je pod 198 m visoko navpično steno, na kateri so hiše mesta Pazin, na koncu nekaj sto metrov dolgega in globoko vrezanega kanjona Pazinčice, največje ponikalnice na istrskem polotoku. Na klifu nad kanjonom Pazinčice, nedaleč od ponora stoji srednjeveška utrdba, Pazinski kaštel.
Vhodni del ponora je polkrožno obokana odprtina, visoka več kot 20 m in široka 30–50 m, zapolnjena z velikimi bloki skal in naplavljenega materiala. Podzemni kanal se razteza v jugozahodni smeri, od vhoda se zoži na širino okoli 10 m in se potem spet širi. 100 m od vhoda se začne razširitev, ki oblikuje 80 m dolgo in okoli 20 m široko dvorano s sifonskim jezerom. Nivo jezera v času minimalnega dotoka vode s površine je 12 m pod nivojem vhoda. Širina jezera je največja na koncu, kjer se včasih opazi vrtinčenje vode. Ogled jezera je mogoč le s čolnom, ker je globina vode večinoma do 10 m. Po načrtu Mirka Maleza je točka na drugem koncu dvorane oddaljena od vhoda 215 m. Ponor je nastal v vodopropustnih krednih apnencih na stiku z vodonepropustnimi flišnimi eocenskimi sedimenti. Z dvigom istrske apnenčaste plošče v geološki zgodovini so se vode iz flišnega zaledja začele vzdolž korozijskih razpok in erozije širiti v razpokanem apnencu ter oblikovati kanale, prehode in dvorane raznih velikosti. S prihodom na kompaktnejše nanose je voda v obliki priobalnih izvirov ponovno prišla na površino. V času poletnih in jesenskih padavin in poletnih nalivov v ponor dotekajo velike količine poplavne vode, zato se nivo vode v odprtini dvigne tudi več kot 50 m. Takrat se v ozkem kanjonu in razširjeni dolini pred Pazinom v smeri Cerovlja oblikuje jezero dolgo 2–3 km, ki lahko povzroči večjo materialno škodo. Vodonosnik, v katerem sodeluje tudi Pazinčica, vodo usmerja proti izvirom na vzhodnem in južnem delu Istre – v Rašo in Blaz.

## Zaščita
Pazinski ponor je z zakonom zaščiten kot naravni spomenik. Zaščiteno je območje kanjona in ponor Pazinčice, dolžine okoli 500 m in globine okoli 100 m ter Pazinska jama.

## V literaturi
Jama in žrelo ponora je navdihnila romanopisca Julesa Verna, da v romanu Mathias Sandorf domišljijsko popelje svoje junake skozi skrivnostno Pazinsko jamo.
Ta jama je navdihnila tudi Vladimirja Nazorja in morda še koga.